# Schruffaß
Schruffaß und Schruftonne waren Maßeinheiten im Handel in Stettin. In der älteren Literatur wurden sie als Flüssigkeitsmaß (Volumenmaß) angegeben. 
- 1 Schruffaß = 3 Tonnen Fische
- 1 Schruftonne = 1 ½ Tonnen Fische